# Robert Zernicke
Robert Zernicke (* 7. Januar 1983 in Braunschweig) ist ein ehemaliger deutscher Footballspieler.

## Laufbahn
Zernickes Laufbahn im American Football nahm während eines Aufenthalts an der Smith Valley High School im US-Bundesstaat Nevada im Jahr 2000 ihren Anfang. Von 2001 bis 2004 spielte er bei den Salzburg Bulls in Österreich und von 2005 bis 2009 bei den Munich Cowboys, während er an der Technischen Universität München Sport studierte. Mit der Münchner Mannschaft gelang ihm 2007 der Wiederaufstieg in die höchste deutsche Spielklasse, die GFL.
Der 1,94 Meter messende Verteidigungsspieler wechselte zur Saison 2010 zu den Plattling Black Hawks. Er wurde 2010 mit der deutschen Mannschaft Europameister. 2011 schloss er sich dem österreichischen Erstligisten Swarco Raiders Tirol an und gewann mit der Mannschaft die Staatsmeisterschaft sowie den Eurobowl. Er nahm mit der deutschen Nationalmannschaft an der Weltmeisterschaft 2011 teil und errang dort mit der Auswahl den fünften Rang. 2012 wurde Zernicke mit den Calanda Broncos Schweizer Meister und errang den Sieg im Eurobowl.
In den Spieljahren 2013, 2014 und 2015 stand er in Diensten der Braunschweig Lions. Mit den Niedersachsen wurde Zernicke in allen drei Jahren deutscher Meister, 2015 kam der Gewinn des Eurobowls hinzu. 2014 wiederholte er mit der deutschen Nationalmannschaft den Gewinn des Europameistertitels.
Im Vorfeld der 2016er Saison wurde Zernicke Mitglied des Trainerstabs der Munich Cowboys und betreute fortan die Verteidiger der Münchner Mannschaft.